# Conus evorai
Conus evorai é uma espécie de gastrópode do gênero Conus, pertencente à família Conidae.